# Laurolitsina
La laurolitsina es un alcaloide aporfínico biosintetizado a partir del aminoácido tirosina.

## Historia
La laurolitsina es un alcaloide aporfínico que fue descubierto por primera vez por Tatsuo Nakasako y Shozo Somura desde la corteza de la especie de árbol Neolitsea sericea Koidz perteneciente a la familia Lauraceae en el año 1959 .
La laurolitsina fue aislada en la madera y raíces del boldo (Peumus boldus Molina), perteneciente a la familia Monimiaceae, y en la corteza del peumo (Cryptocarya alba (Molina) Looser), perteneciente a la familia Lauraceae, especies endémicas de la flora chilena presentes en los bosques de tipo esclerófilo.En la medicina tradicional, las infusiones de boldo y peumo se emplean para diversos fines terapéuticos. La infusión de boldo es conocida por aliviar el dolor de oídos, dolor de cabeza, congestión nasal y trastornos digestivos. Por su parte, la infusión de peumo se utiliza para favorecer la curación de heridas y tratar infecciones vaginales. Además, ambas plantas han sido tradicionalmente empleadas en el tratamiento de enfermedades hepáticas y reumatismo. 

## Estructura química y estudios farmacológicos
La laurolitsina es un alcaloide de aporfina que tiene una estructura tetracíclica bifenil con un átomo de carbono quiral en la posición C-6. Su estructura molecular es C18H19NO4 y su nomenclatura es (6aS)-1,10-dimethoxy-5,6,6a,7-tetrahydro-4H-dibenzo[de,g]quinoline-2,9-diol.  
La evidencia científica ha demostrado que la molécula aislada de laurolitsina es un candidato prometedor para el desarrollo de nuevos tratamientos por sus propiedades antidiabéticas y antiinflamatorias.

## Biosíntesis en el vegetal
Se ha sugerido su formación a partir del precursor (S)-reticulinaderivado del aminoácido tirosinamediante la siguiente secuencia: cierre del anillo para construir el sistema bifenilo, pérdidas de grupos metilo marcados del átomo de nitrógeno (S)-[1-13C,6-O13CH3,N13CH3] y de oxígeno en el C-6 (C-2 en aporfinas) de la reticulina y posterior metilación del átomo de oxígeno C-2 para producir laurolitsina en cultivos en suspensión celular de P. boldus.

## Síntesis
La síntesis total de la laurolitsina fue realizada por primera vez a partir de 3-hidroxi-4-metoxibenzaldehído y ácido acético 2-(3-hidroxi-4-metoxifenil). Los pasos claves incluyen una reacción de adición electrofílica en la que se redujo un grupo nitro a amino utilizando tetrahidroaluminio de litio y una reacción de acoplamiento directo de biarilo catalizada por paladio.